# Copa Mundial de Béisbol de 2009
La Copa Mundial de Béisbol 2009 fue la XXXVIII versión del torneo. Este se realizó en siete países de Europa entre el 7 y 26 de septiembre con 20 equipos participantes.

## Clasificación
De los 22 equipos participantes, 13 recibirán invitación automática: ocho de ellos por haber jugado en el Torneo Olímpico de Pekín 2008; seis como organizadores; Australia, Sudáfrica y Francia o Gran Bretaña completan la lista. Los otros cinco equipos provendrán de la Copa América de Béisbol 2008.
En el torneo final, la primera fase tendrá a 20 equipos en cinco países y la segunda tendrá a 16 equipos en dos países.
A la segunda fase clasificarán los dos primeros de cada grupo y los cuatro mejores terceros.
En la segunda fase habrá dos grupos de ocho equipos cada uno, y los cuatro mejores de cada serie clasificarán a la fase final de ocho equipos que se jugará en Roma, Italia.

### Sedes
Primera fase: Barcelona (España), Ratisbona (Alemania), Estocolmo (Suecia), Praga (República Checa) y Zagreb (Croacia).
Segunda fase: Parma, Rímini, Bolonia (Italia); Róterdam, Ámsterdam (Países Bajos).

## Equipos participantes
| Primera fase    | Primera fase                | Primera fase | Primera fase       | Primera fase          | Primera fase                | Primera fase | Primera fase                      | Primera fase   | Primera fase                |
| Grupo A         | Grupo A                     | Grupo B      | Grupo B            | Grupo C               | Grupo C                     | Grupo D      | Grupo D                           | Grupo E        | Grupo E                     |
| --------------- | --------------------------- | ------------ | ------------------ | --------------------- | --------------------------- | ------------ | --------------------------------- | -------------- | --------------------------- |
| Australia       | 6°, Mundial 2007            | Cuba         | Mundial 2007       | Canadá                | Clasificado, Olímpicos 2008 | Croacia      | Reemplazó a Rusia País anfitrión. | China          | Clasificado, Olímpicos 2008 |
| China Taipéi    | Clasificado, Olímpicos 2008 | Puerto Rico  | Copa América 2008  | Antillas Neerlandesas | 4°, Copa América 2008       | Reino Unido  | Euro 2007                         | Alemania       | 4° Euro 2007                |
| República Checa | País anfitrión              | Sudáfrica    | Invitado de África | Corea del Sur         | 5°, Mundial 2007            | Japón        | Mundial 2007                      | Estados Unidos | Mundial 2007                |
| México          | Copa América 2008           | España       | Euro 2007          | Suecia                | País anfitrión              | Nicaragua    | Copa América 2008                 | Venezuela      | 5°, Copa América 2008       |
| Segunda fase    |                             |              |                    |                       |                             |              |                                   |                |                             |
| Grupo F         | Grupo F                     | Grupo F      | Grupo F            | Grupo F               | Grupo G                     | Grupo G      | Grupo G                           | Grupo G        | Grupo G                     |
| Países Bajos    | Países Bajos                | Euro 2007    | Euro 2007          | Euro 2007             | Italia                      | Italia       | País anfitrión                    | País anfitrión | País anfitrión              |

## Primera fase
| Leyenda                                      |
| -------------------------------------------- |
| Avanza a la segunda ronda                    |
| Avanza a la segunda ronda como mejor tercero |
| Eliminado                                    |

### Grupo A
| Equipo          | PJ | G | P | CF | CC | PCT%  |
| --------------- | -- | - | - | -- | -- | ----- |
| México          | 3  | 3 | 0 | 27 | 9  | 1.000 |
| Australia       | 3  | 2 | 1 | 33 | 19 | .667  |
| China Taipei    | 3  | 1 | 2 | 15 | 16 | .333  |
| República Checa | 3  | 0 | 3 | 5  | 36 | .000  |

### Grupo B
| Equipo      | PJ | G | P | CF | CC | PCT%  |
| ----------- | -- | - | - | -- | -- | ----- |
| Cuba        | 3  | 3 | 0 | 25 | 9  | 1.000 |
| Puerto Rico | 3  | 2 | 1 | 17 | 13 | .667  |
| España      | 3  | 1 | 2 | 22 | 10 | .333  |
| Sudáfrica   | 3  | 0 | 3 | 5  | 37 | .000  |

### Grupo C
| Equipo                | PJ | G | P | CF | CC | PCT%  |
| --------------------- | -- | - | - | -- | -- | ----- |
| Canadá                | 3  | 3 | 0 | 43 | 2  | 1.000 |
| Antillas Neerlandesas | 3  | 2 | 1 | 19 | 28 | .667  |
| Corea del Sur         | 3  | 1 | 2 | 11 | 19 | .333  |
| Suecia                | 3  | 0 | 3 | 10 | 34 | .000  |

### Grupo D
| Equipo      | PJ | G | P | CF | CC | PCT%  |
| ----------- | -- | - | - | -- | -- | ----- |
| Nicaragua   | 3  | 3 | 0 | 28 | 5  | 1.000 |
| Japón       | 3  | 2 | 1 | 26 | 18 | .667  |
| Reino Unido | 3  | 1 | 2 | 11 | 20 | .333  |
| Croacia     | 3  | 0 | 3 | 5  | 27 | .000  |

### Grupo E
| Equipo         | PJ | G | P | CF | CC | PCT%  |
| -------------- | -- | - | - | -- | -- | ----- |
| Venezuela      | 3  | 3 | 0 | 42 | 12 | 1.000 |
| Estados Unidos | 3  | 2 | 1 | 26 | 14 | .667  |
| Alemania       | 3  | 1 | 2 | 16 | 22 | .333  |
| China          | 3  | 0 | 3 | 3  | 39 | .000  |

## Segunda fase
Para esta ronda clasifican los cuatro mejores equipos de cada grupo, enfrentándose en una competencia de todos contra todos. Para esta ronda sólo se toman en cuenta los puntajes de los enfrentamientos con los otros equipos clasificados.
| Leyenda                   |
| ------------------------- |
| Avanza a la tercera ronda |
| Eliminado                 |

### Grupo F
- Países Bajos clasificó al grupo F de forma directo por ser anfitrión.

| Equipos       | Ganados | Perdidos | Carreras anotadas | Carreras permitidas | AVG  |
| ------------- | ------- | -------- | ----------------- | ------------------- | ---- |
| Países Bajos  | 6       | 1        | 44                | 23                  | .857 |
| Puerto Rico   | 6       | 1        | 46                | 16                  | .857 |
| Cuba          | 6       | 1        | 42                | 10                  | .857 |
| Venezuela     | 3       | 4        | 26                | 37                  | .429 |
| Corea del Sur | 3       | 4        | 30                | 24                  | .429 |
| Nicaragua     | 2       | 5        | 24                | 48                  | .333 |
| España        | 2       | 5        | 31                | 47                  | .286 |
| Reino Unido   | 0       | 7        | 12                | 50                  | .000 |

### Grupo G
- Italia clasificó al grupo F de forma directo por ser anfitrión.

| Equipos               | Ganados | Perdidos | Carreras anotadas | Carreras permitidas | AVG   |
| --------------------- | ------- | -------- | ----------------- | ------------------- | ----- |
| Estados Unidos        | 7       | 0        | 60                | 15                  | 1.000 |
| Australia             | 5       | 2        | 47                | 27                  | .714  |
| Canadá                | 5       | 2        | 50                | 29                  | .714  |
| China Taipéi          | 5       | 2        | 32                | 29                  | .714  |
| Japón                 | 2       | 5        | 28                | 25                  | .286  |
| Italia                | 2       | 5        | 32                | 54                  | .286  |
| México                | 2       | 5        | 28                | 38                  | .286  |
| Antillas Neerlandesas | 0       | 7        | 27                | 87                  | .000  |

## Tercera fase
| Leyenda             |
| ------------------- |
| Avanza a la final   |
| Disputa el 3° lugar |
| Disputa el 5° lugar |
| Disputa el 7° lugar |

### Grupo 1
| Equipo       | PJ | G | P | CF | CC | PCT% |
| ------------ | -- | - | - | -- | -- | ---- |
| Cuba         | 7  | 5 | 2 | 35 | 15 | .714 |
| Puerto Rico  | 7  | 4 | 3 | 24 | 20 | .571 |
| Países Bajos | 7  | 3 | 4 | 36 | 38 | .429 |
| Venezuela    | 7  | 2 | 5 | 28 | 46 | .289 |

### Grupo 2
| Equipo         | PJ | G | P | CF | CC | PCT%  |
| -------------- | -- | - | - | -- | -- | ----- |
| Estados Unidos | 7  | 7 | 0 | 48 | 14 | 1.000 |
| Canadá         | 7  | 4 | 3 | 32 | 28 | .571  |
| Australia      | 7  | 2 | 5 | 24 | 29 | .289  |
| China Taipéi   | 7  | 1 | 6 | 19 | 56 | .143  |

## Fase final

### Séptimo lugar
26 de septiembre. Florencia, Italia.
| Equipo       | C |
| ------------ | - |
| Venezuela    | 6 |
| China Taipéi | 3 |

### Quinto lugar
26 de septiembre. Mesina, Italia.
| Equipo       | C |
| ------------ | - |
| Países Bajos | 1 |
| Australia    | 4 |

### Tercer lugar
Tercer lugar: 26 de septiembre. Grosseto, Italia.
| Canadá                                 | 3 | 0 | 0 | 0 | 0 | 0 | 0 | 1 | 2 | 6 | 9 | 1 |
| Puerto Rico                            | 0 | 2 | 0 | 0 | 0 | 0 | 0 | 0 | 0 | 2 | 7 | 3 |
| G: Trystan Magnuson; P: Melvin Pizarro |   |   |   |   |   |   |   |   |   |   |   |   |

### Final
Final : 27 de septiembre. Estadio Steno Borghese, Nettuno, Italia.
| Estados Unidos                 | 0 | 3 | 0 | 0 | 1 | 0 | 9 | 0 | 0 | 10 | 9  | 0 |
| Cuba                           | 0 | 0 | 0 | 2 | 0 | 2 | 0 | 1 | 0 | 5  | 12 | 3 |
| G: Brad Lincoln; P: Jorge Nera |   |   |   |   |   |   |   |   |   |    |    |   |

| Bandera de Estados Unidos |
| Campeón Estados Unidos    |
| Cuarto título             |

## Clasificación Final
| Posición | Equipo                | Ganados | Perdidos |
| -------- | --------------------- | ------- | -------- |
| 1        | Estados Unidos        | 14      | 1        |
| 2        | Cuba                  | 12      | 3        |
| 3        | Canadá                | 12      | 3        |
| 4        | Puerto Rico           | 10      | 5        |
| 5        | Australia             | 9       | 6        |
| 6        | Países Bajos          | 7       | 5        |
| 7        | Venezuela             | 9       | 6        |
| 8        | China Taipéi          | 6       | 9        |
| 9        | Nicaragua             | 5       | 5        |
| 10       | México                | 5       | 5        |
| 11       | Corea del Sur         | 4       | 6        |
| 12       | Japón                 | 4       | 6        |
| 13       | España                | 3       | 7        |
| 14       | Italia                | 2       | 5        |
| 15       | Antillas Neerlandesas | 2       | 8        |
| 16       | Reino Unido           | 1       | 9        |
| 17       | Alemania              | 1       | 2        |
| 18       | Croacia               | 0       | 3        |
| 19       | Suecia                | 0       | 3        |
| 20       | República Checa       | 0       | 3        |
| 21       | Sudáfrica             | 0       | 3        |
| 22       | China                 | 0       | 3        |